# Lytta fulvipennis
Lytta fulvipennis is een keversoort uit de familie van oliekevers (Meloidae). De wetenschappelijke naam van de soort is voor het eerst geldig gepubliceerd in 1853 door LeConte.